# 德迈·约瑟夫
德迈·约瑟夫（匈牙利語：Deme József，1951年12月11日—），匈牙利男子皮划艇运动员。他曾代表匈牙利参加1972年、1976年和1980年夏季奥林匹克运动会皮划艇比赛，获得一枚银牌。